# 紀元前339年
紀元前339年（きげんぜん339ねん）は、ローマ暦の年である。
当時は、「ティベリウス・アエミリウス・マメルキヌスとクィントゥス・プブリリウス・ピロが共和政ローマ執政官に就任した年」として知られていた（もしくは、それほど使われてはいないが、ローマ建国紀元415年）。紀年法として西暦（キリスト紀元）がヨーロッパで広く普及した中世時代初期以降、この年は紀元前339年と表記されるのが一般的となった。

## 他の紀年法
- 干支 : 壬午
- 日本
  - 皇紀322年
  - 孝安天皇54年
- 中国
  - 周 - 顕王30年
  - 秦 - 孝公23年
  - 楚 - 威王元年
  - 斉 - 威王18年
  - 燕 - 文公23年
  - 趙 - 粛侯11年
  - 魏 - 恵王31年
  - 韓 - 昭侯24年
- 朝鮮
  - 檀紀1995年
- ベトナム :
- 仏滅紀元 : 206年
- ユダヤ暦 :

## できごと

### ギリシア
- マケドニア王ピリッポス2世は、ドナウ川の三角州にヘラクレス像をピリッポス2世が寄進することの許可をためらった事を口実にして、スキタイ人へ攻撃することを決意する。両軍は現在のドブロジャ平原で衝突し、90歳のスキタイ王アテアス（英語版）は戦いの最中に殺され、彼の軍は潰走した。
- 隣保同盟の会合中、ピリッポス2世は、神聖な土地に押し入ったとしてロクリスにあるアンフィサの町の市民を告発する。隣保同盟の議会は、アテネ代表アイスキネスの最初の支持の元、厳しい制裁をロクリスに課すことを決定する。ロクリスに対する第一次出兵が失敗した後、隣保同盟の夏会で同盟軍の指揮権がピリッポスに与えられ、第二次出兵を率いるかどうか尋ねられる。ピリッポスは直ちに行動し、彼の軍はテルモピュレを通ってアンフィサに入り、アテネの将軍にして傭兵長であるカレス（英語版）に率いられたロクシス軍を破る。
- クセノクラテスが、スペウシッポスに代わり、ギリシアのアカデメイアの学頭に選ばれる。

### 共和政ローマ
- ローマ執政官ティトゥス・マンリウス・トルクァトゥス（英語版）がトリファヌムの戦い（英語版）でラテン人を破る。

## 死去
- スペウシッポス、プラトンのアカデメイアの学頭（* 紀元前407年）
- アテアス（英語版）、スキタイ王（* 紀元前429年）